# طواف أوقيانوسيا للدراجات 2006–07
طواف أوقيانوسيا للدراجات 2006–07 (بالإنجليزية: 2006–07 UCI Oceania Tour)‏ هو الموسم الثالث من طواف أوقيانوسيا للدراجات ‏، تكون الموسم من 7 سباقات، بدأ الموسم بسباق داون أندر في 17 يناير، وانتهى بسباق طواف هيرالد صن 2007 في 15 أكتوبر.
فاز  بالمركز الأول روبرت مكلاكلان ‏، وبالمركز الثاني Karl Menzies ‏، وبالمركز الثالث دايفيد بيل ‏

## السباقات
| طواف أوقيانوسيا للدراجات | طواف أوقيانوسيا للدراجات | طواف أوقيانوسيا للدراجات | طواف أوقيانوسيا للدراجات | طواف أوقيانوسيا للدراجات | طواف أوقيانوسيا للدراجات | طواف أوقيانوسيا للدراجات | طواف أوقيانوسيا للدراجات |
| التاريخ                  | #                        | السباق                   | الفائز                   | الثاني                   | الثالث                   |                          |                          |
| ------------------------ | ------------------------ | ------------------------ | ------------------------ | ------------------------ | ------------------------ | ------------------------ | ------------------------ |
| 17 – 21 يناير 2007       | 1                        | داون أندر                | مارتن إلميغر             | Karl Menzies ‏            | لارس باك                 |                          |                          |
| 15 – 21 أكتوبر 2007      | 2                        | طواف هيرالد صن           | ماثيو ويلسون             | ستيف مورابيتو            | ترينت لوي                |                          |                          |

## وصلات خارجية
- الموقع الرسمي